# Juan David Restrepo
Juan David Restrepo Zapata (Medellín, 10 de diciembre de 1979) es un actor y director de cine colombiano, conocido por su participación en la película Rosario Tijeras y en la serie de televisión homónima. En 2011 escribió, dirigió y protagonizó la película En coma.

## Plano personal
En mayo de 2016 se casó con la modelo y cantante mexicana Fani Ayala, en una boda a la cual asistieron celebridades como la cantante puertorriqueña Ivy Queen, con quien ha compartido varios proyectos. Tiene una hija llamada Luna.

## Filmografía

### Televisión
| Año       | Título                                 | Personaje             | Canal              |
| --------- | -------------------------------------- | --------------------- | ------------------ |
| 2019      | Más allá del tiempo                    | Pedro Ulloa           | Teleantioquia      |
| 2019      | Jugar con fuego                        | Comandante Sánchez    | Telemundo          |
| 2016-2017 | Incorporated                           | Salagado              | Syfy               |
| 2015      | La esquina del diablo                  | Lagarto               | UniMás             |
| 2014      | El estilista                           | El Samurai            | Canal RCN          |
| 2012      | Historias clasificadas                 | Andrés                | Canal RCN          |
| 2012      | Escobar, el patrón del mal             | Ernesto Quintana Cruz | Caracol Televisión |
| 2012      | La Mariposa                            | Pérez                 | Canal RCN          |
| 2010      | Barbarie                               |                       | Serie web          |
| 2010      | Rosario Tijeras                        | Jhon F                | Canal RCN          |
| 2002      | Siguiendo el rastro                    | Juancho               | Canal RCN          |
| 2002      | Francisco el matemático                | Alias Querubín        | Canal RCN          |
| 2001      | Historias de hombres sólo para mujeres | Dos unitarios         | Caracol Televisión |

## Cine
| Año  | Título                    | Personaje   | Nota |
| ---- | ------------------------- | ----------- | ---- |
| 2018 | Motel Acqua               | Cheko       |      |
| 2011 | El páramo                 | Ramos       |      |
| 2011 | En coma                   | Omar        |      |
| 2006 | El don                    | Kike        |      |
| 2005 | Rosario Tijeras           | Morsa       |      |
| 2004 | Punto y raya              | Sgt Requeña |      |
| 2000 | La virgen de los sicarios | Wilmar      |      |

## Director
| Año  | Título                   | Nota |
| ---- | ------------------------ | ---- |
| 2021 | Migrantes mi patria muda |      |
| 2011 | En coma                  |      |
| 2010 | Barbarie                 |      |

### Escritor
| Año  | Título  | Nota |
| ---- | ------- | ---- |
| 2011 | En coma |      |

## Vídeos musicales
| Año  | Título           | Rol      |
| ---- | ---------------- | -------- |
| 2020 | Ninguna - Juanes | Invitado |

## Premios y nominaciones

### Premios India Catalina
| Año  | Categoría                                    | Telenovela o Serie | Resultado |
| ---- | -------------------------------------------- | ------------------ | --------- |
| 2015 | Mejor actor de reparto de telenovela o serie | El estilista       | Nominado  |
| 2011 | Mejor actriz o actor revelación del año      | Rosario Tijeras    | Nominado  |

### Premios TvyNovelas
| Año  | Categoría                     | Telenovela o Serie | Resultado |
| ---- | ----------------------------- | ------------------ | --------- |
| 2011 | Mejor actriz/actor revelación | Rosario Tijeras    | Nominado  |